# Gens Octàvia
La Gens Octàvia (en llatí Octavia gens) va ser un destacada família romana d'origen plebeu, famosa perquè l'emperador August en formava part.
No es menciona fins a l'any 230 aC quan Gneu Octavi Ruf va ser qüestor. Aquest Gneu Octavi va deixar dos fills, Gneu i Gai. Gneu va ser senador i els seus descendents van ocupar moltes magistratures superiors. Un fill seu va ser cònsol l'any 165 aC. Els descendents de Gai, dels quals va néixer August, no van tenir mai cap càrrec important i van ser durant molts anys només equites, cavallers. El primer que va arribar a senador va ser el pare d'August. Els Octavii eren originaris de la ciutat de Velitrae, al país dels volscs, on hi havia un carrer a la part més cèntrica de la ciutat i un altar al mateix carrer que portaven el nom d'Octavi. El nomen Octavi també apareix a diverser ciutats llatines.
Cap al final de la República, moltes famílies nobles romanes van voler tenir avantpassats il·lustres i es deien descendents de déus o d'antics personatges de la història de Roma. Suetoni diu que els membres d'aquesta gens van rebre la ciutadania romana de mans de Tarquini Prisc, el cinquè rei de Roma, i que el seu successor, Servi Tul·li, els va inscriure a la classe dels patricis. després van convertir-se en plebeus, però molt de temps després, Juli Cèsar els va tornar al rang dels patricis.
El nom d' Octavi es va difondre ràpidament per tot el Latium, i apareix ja en un primer moment de la història romana, quan Octavi Mamili va casar la seva filla amb Tarquini el Superb. El nom de la gens deriva del praenomen octavus, (el que fa vuit), igual que de quintus, sextus i septimus van sorgir la gens Quíntia, la gens Sèxtia i la gens Septímia.
Hi va haver nombrosos Octavii que no eren descendents de Gneu Octavi Ruf i que apareixen amb els cognoms Balb, Lígur, Marsus, i Nasó.
Alguns embres destacats de la família van ser: 
- Gneu Octavi Ruf, qüestor el 230 aC.
- Gneu Octavi, pretor el 205 aC.
- Gneu Octavi, cònsol el 165 aC.
- Gneu Octavi, cònsol el 128 aC.
- Marc Octavi, tribú de la plebs el 133 aC.
- Gneu Octavi, cònsol el 87 aC.
- Marc Octavi, tribú de la plebs
- Luci Octavi, cònsol el 75 aC.
- Gneu Octavi, cònsol el 76 aC.
- Marc Octavi, edil curul el 50 aC i cap pompeià
- Gai Octavi, cavaller roma, rebesavi de l'emperador August.
- Gai Octavi, tribú militar a la Segona Guerra Púnica
- Gai Octavi, avi d'August
- Gai Octavi, pare d'August, pretor el 61 aC
- Octàvia Major, germanastre d'August
- Octàvia Menor, germana d'August
- Gai Octavi (nom de naixement) o Gai Juli Cèsar Octavià (nom d'adopció) de l'emperador August
- Gneu Octavi Ruf, qüestor el 107 aC.
- Luci Octavi, militar romà
- Publi Octavi, filòsof epicuri romà
- Octavi Grecí, general romà.
- Servi Octavi Laenes Pontià, cònsol el 131.